# Iglesia de la Purísima Concepción (Higueras)
La  iglesia parroquial de la Purísima Concepción de Higueras, en la comarca del Alto Palancia, provincia de Castellón, España, es un templo católico que está catalogado como Bien de Relevancia Local según consta en la Dirección General de Patrimonio Artístico de la Generalidad Valenciana.
Pertenece al arciprestazgo de San Antonio Abad, de la Diócesis de Segorbe-Castellón.

## Descripción
El edificio está construido de mampostería y sillería angular, es decir, las esquinas del mismo se ven reforzadas con grandes bloques de piedra o sillares. La fachada principal del templo está ubicada a los pies de su planta, que  es de una sola nave, con tres crujías, separadas por pilastras.
La puerta de acceso al templo es adintelada y se ubica siguiendo la línea del tejado, que presenta cubierta a dos aguas y remate  de teja. Finalizando la fachada podemos contemplar una espadaña donde se ubican dos campanas. Externamente puede observarse la existencia de contrafuertes.
La nave, única, se cubre con bóveda de cañón con lunetos para la iluminación interior del espacio, y presenta  capillas laterales, que presentan altares empotrados en el muro, de entre los que destaca uno de escayola datado en el siglo XVII. En la cabecera se remata en un ábside semicircular decorado con pinturas y existe una sacristía plana.  También tiene coro con  balaustrada de madera, que  se articula con un arco de medio punto rebajado.
La decoración interior se reduce a las pilastras que presentan capiteles jónicos, y a la bóveda de la nave única, y en el ábside, donde se pueden ver atributos marianos de carácter popular.